# Escuela Nacional de Medicina y Homeopatía (IPN)

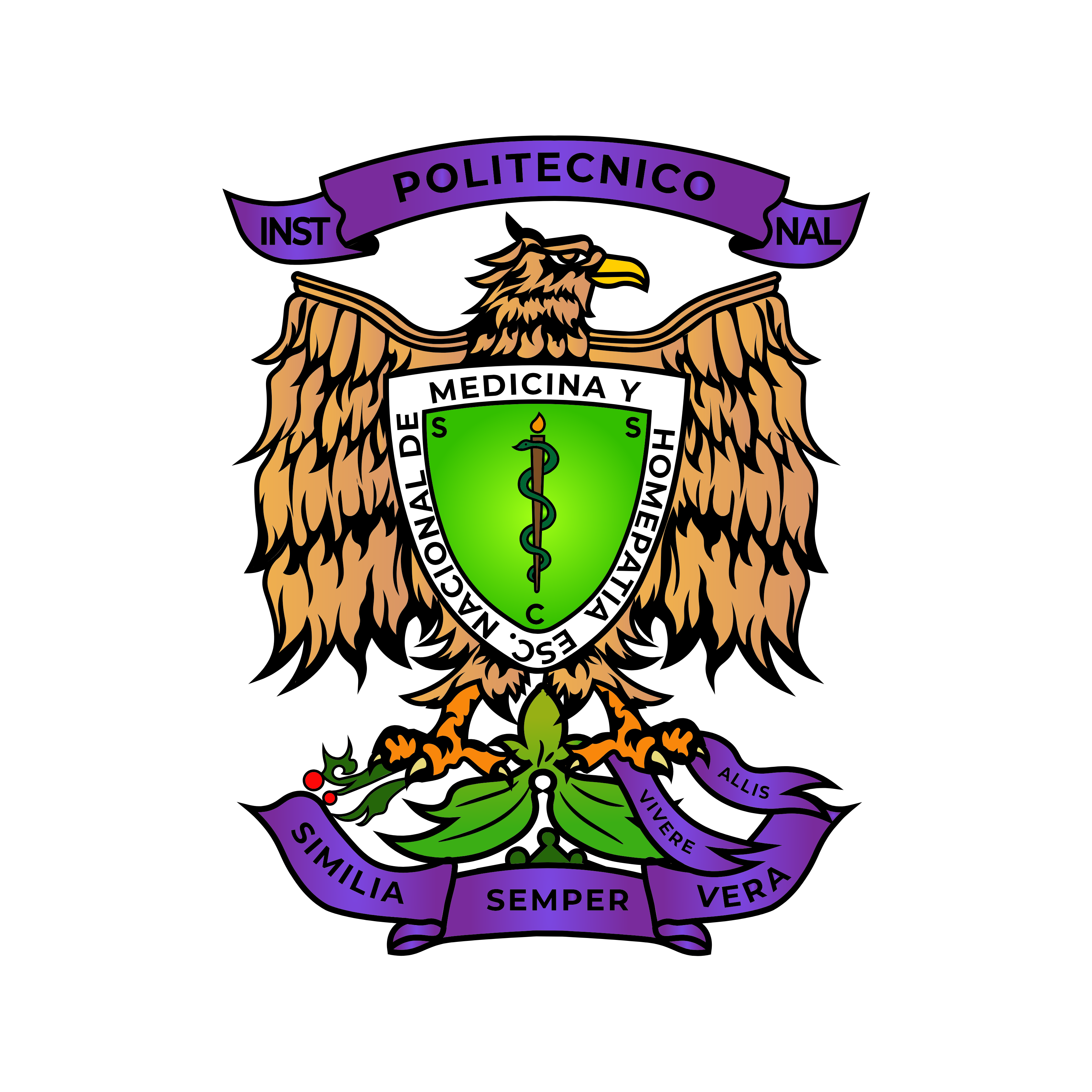

La Escuela Nacional de Medicina y Homeopatía (ENMH) es una institución académica mexicana de nivel superior que pertenece al Instituto Politécnico Nacional (IPN). Encuadrada dentro del área de Ciencias Médico-Biológicas, en ella se imparten licenciaturas, especialidades, maestrías y doctorados del área médica.
La carrera de Médico Cirujano y Partero se comenzó a impartir en la institución a partir de 2003, teniendo como objetivo la formación de médicos generales de excelencia con sólidos conocimientos sobre ciencias de la salud, proporcionando como ventaja algunas materias en el mapa curricular que otras instituciones no poseen como biomedicina molecular y medicina genómica. Todo esto permite que egresen profesionistas con una formación más sólida para atender las necesidades de salud pública de las poblaciones.
La carrera de Médico Cirujano y Homeópata fue con la que se fundó esta institución. En esta carrera además de instruir al alumnado como médico general, también se le instruye como homeópata.
Esta es la única escuela oficial en el mundo que además de formar como médico forma al alumnado como homeópata simultáneamente (solo Médico Cirujano y Homeópata).

## ENMH como institución independiente
La historia de esta institución comenzó en 1879, cuando los doctores Joaquín Segura y Pesado, Ignacio Fernández de Lara, Rafael V. Castro y Bernabé Hernández fundaron la «Escuela de Medicina Homeopática», con la que se dio inicio a la educación Formal en terapéutica homeopática en México. 
En 1890, la institución cambió su nombre a «Escuela Nacional de Medicina Homeopática».
Durante muchos años la residencia de la institución varió, inicialmente se localizó en las calles de Canoa (hoy Donceles) y en 1892 pasó a la calle de Santa Teresa (hoy calle República de Guatemala). 
Posteriormente, en 1895 el Presidente de la República Porfirio Díaz expidió un decreto que originaría la «Escuela Nacional de Medicina y Homeopatía», en la que se establecía la carrera de Cirujano Homeópata. 
Sin embargo, no fue hasta el periodo de 1896 y 1923 que la institución dependió del Ministerio de Gobernación y se trasladó al edificio de un hospital.
En 1896 se inauguró oficialmente el Hospital Nacional Homeopático. Y más tarde, presidiendo el acto el Presidente de la República, el Ministro de Gobernación y el Gobernador del Distrito, establecieron que dentro de su organización quedaba la «Escuela Nacional de Medicina y Homeopatía». Dicho hospital se estableció en un terreno propiedad de la nación donado por Manuel Romero Rubio, en aquella época Ministro de Gobernación.
En 1923 por acuerdo del Secretario de Educación Pública, José Vasconcelos, la institución pasó a depender de la Universidad Nacional de México, con la denominación de Facultad Nacional de Medicina Homeopática. Sin embargo, por razones políticas la Secretaria de Educación Pública suprimió la carrera que se impartía en la Universidad, quedando como una especialidad a nivel de postgrado en la facultad de altos estudios, misma que se clausuró en el año de 1924. 
En 1928 el Gobierno Federal, expidió otro decreto, en el cual se estableció otra vez la licenciatura de Médico Cirujano Homeópata y con él la escuela pasó a depender del departamento de psicopedagogía e higiene de la Secretaria de Educación Pública.
Durante algún tiempo la escuela siguió cambiando de residencia y tras un nuevo decreto la «Escuela Nacional de Medicina Homeopatía» quedó establecida en el edificio del Hospital Nacional Homeopático. Después pasó a una casa en la calle de Guatemala hasta 1932, en que siendo director de ella el Dr. José Mayoral, se trasladó a la calle de Nuevo México (hoy Artículo 123). Después fue trasladada a la calle de Pino Suárez y por último a la calle de San Antonio Abad.
Se anunció su cierre en febrero de 1934 ya que el jefe del departamento de psicopedagogía e higiene, el Dr. Ignacio Millán ordenó al director de la escuela el cierre de inscripciones y la suspensión definitiva de clases durante los años 1934 y 1935. Pero con la ayuda de Ignacio García Téllez, la sociedad de alumnos de la escuela y la federación estudiantil de escuelas técnicas, logró que la escuela perteneciera al departamento de enseñanza técnica a cargo del Ing. Juan de Dios Bátiz, ilustre fundador del Instituto Politécnico Nacional.

## ENMH como institución fundadora del IPN
Más tarde el Ing. Juan de Dios Bátiz, determinó que pasara a formar parte de las escuelas fundadoras del Instituto Politécnico Nacional siendo director el Doctor Eutimio López Vallejo, quien recibió dicho cargo el 16 de agosto de 1936.
Al derrumbarse el local que la escuela ocupaba en San Antonio Abad la institución pasó a ocupar en un edificio en la Avenida Chapultepec y de ahí a la calle Gómez Farías.
En 1933 se modificó el título que expedía, otorgando el de Médico Homeópata Cirujano y Partero.
Finalmente, en 1973 la institución fue dotada de un edificio moderno y funcional, en Guillermo Massieu Helguera 239, Fraccionamiento La Escalera, México, D.F (ubicación actual) y en diciembre de ese mismo año se modificó nuevamente el título que se otorgaba al de Médico Cirujano y Homeópata (título actual). 

## Oferta educativa

### Licenciaturas
- Médico Cirujano y Partero

Mapa Curricular 2003 - Actualizado 2012
https://www.enmh.ipn.mx/assets/files/enmh/docs/Oferta_Educativa/mcyh/mcyh.htm
- Médico Cirujano y Homeópata

Mapa Curricular 2003 - Actualizado 2012
https://web.archive.org/web/20150416090603/http://www.enmh.ipn.mx/Oferta_Educativa/Paginas/mcmcyh.htm

### Especialidades
- Acupuntura Humana.[3]

- Terapéutica Homeopática.[4]

### Maestrías
- Ciencias en Biomedicina Molecular.[5]

- Ciencias en Salud Ocupacional, Seguridad e Higiene.[6]

### Doctorados
- Ciencias en Biotecnología.[7]

## Acreditaciones de la institución
- COPAES (Consejo para la Acreditación de la Educación Superior).[8]

- COMAEM (Consejo Mexicano para la Acreditación de la Educación Médica, A.C.).[9]

- PNPC-CONACYT (Programa Nacional de Posgrados de Calidad del Consejo Nacional de Ciencia y Tecnología.[10]

- SEP (Secretaría de Educación Pública)[11]

## Relaciones con organismos externos
- Hospital Nacional Homeopático (Secretaría de Salud (México))
- Instituto Mexicano del Seguro Social (I.M.S.S)
- Secretaria de Salud del Distrito Federal (S.S.D.F)
- Instituto de Seguridad Social del Estado de México y Municipios (I.S.S.E.M.y.M)
- Cruz Roja Mexicana
- Instituto de Salud del Estado de México (I.S.E.M)
- Beijing University of Chinese Medicine (CCA-IPN)

## Infraestructura
La ENMH cuenta con:
- Biblioteca.
- Laboratorios.
- Clínica de Acupuntura, Otorrinolaringología, Geriatría, Optometría, Inmunología, Dental y Homeopatía.
- Farmacia Homeopática.
- Cafetería
- Sala de lectura.
- Salas de cómputo.
- Anfiteatro
- Gimnasio
- Quirófano